# Mescalero Apache Reservation

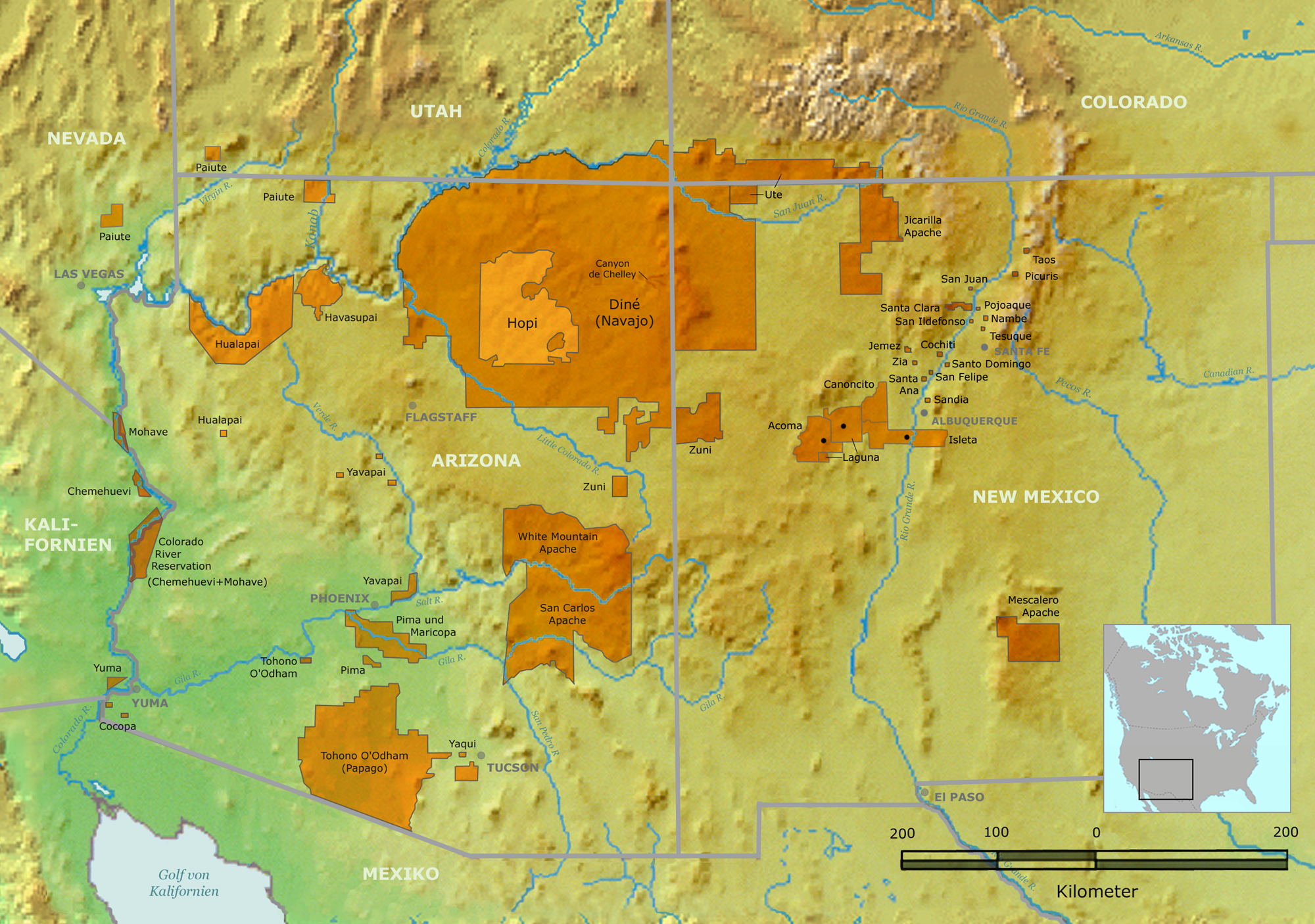
Reservate der Mescalero und benachbarter Stämme im Südwesten der USA

Die Mescalero Apache Reservation (Selbstbezeichnung Mashgalé-ne bikéyaa – „Land der Leute nahe an den Bergen“) ist die Reservation der Mescalero Apache (Selbstbezeichnung Mashgalénde – „Leute nahe an den Bergen“).

## Geographie
Das Reservat befindet sich im südlichen Zentral-New Mexico und ist mit ca. 1864 km² etwa doppelt so groß wie Berlin. Es liegt auf einer Höhe von ca. 1600 m bis 3650 m über dem Meeresspiegel. Die hohen Berge sind Teil der Sacramento Mountains, mit dem höchsten Berg – dem Sierra Blanca Peak (3652 m) –, der für die Mescalero Apache heilig ist und nicht betreten werden darf. In der Sprache der Mescalero Apache Ndé Bizaa‘ heißt der Berg Dziãgais'â-ní (Heiliger Berg).
Das Reservat liegt fast vollständig im Otero County. Die hohen Berge im Westen sind bewaldet. Richtung Osten geht der Wald in die tiefergelegenen steppenartigen Plains über. Es gibt nur einen nennenswerten Hauptort, das am U.S. Highway 70 gelegene Mescalero. Es hat ca. 1400 Einwohner (2020) und ist zu rund 90 % von Native Americans bewohnt. Die benachbarten Orte Ruidoso im Nordosten und Tularosa im Südwesten liegen bereits nicht mehr im Territorium des Reservats. Das übrige Gebiet ist sehr dünn besiedelt.

### Bevölkerung
Im Jahre 2000 gab es laut Zensus 3156 Stammesmitglieder, heute knapp 4000.
Laut Zensus von 2020 hat das Reservat 3811 Einwohner, von denen sich 3588 als American Indians verstehen.
Der Mescalero Apache Tribe besteht heute offiziell aus drei separaten Gruppen, die folgende vormals eigenständigen Stämme repräsentieren: Die Mescalero Apache, die Chiricahua Apache und die Lipan Apache.
Der Stamm betreibt nordöstlich des Dziãgais'â-ní das Ski Resort Ski Apache sowie das am Mescalero Lake gelegene Hotel und Casino, das Inn of the Mountain Gods Resort and Casino. Die Apache errichteten in der Nähe ihres Verwaltungszentrums in Mescalero ein Kulturzentrum mit Museum. Zudem betreiben sie auf ihrem Gebiet je einen Campingplatz am Eagle Creek bzw. am Silver Lake.
Die meisten Mescalero Apache verdienen sich ihren Lebensunterhalt mit Lohnarbeit in und in der Nähe des Reservats. Die Einkünfte des Stammes resultieren aus Tourismus, Jagd- und Anglerlizenzen, aus der Holzwirtschaft und der Vieh- und Fischzucht. Außer der Herstellung von Wiegenbrettern (engl. Cradle board) und Perlenschmuck gibt es bei den Mescalero kein traditionelles Kunsthandwerk mehr. In der letzten Zeit entwickelte sich der Tourismus zur erfolgreichsten Einnahmequelle. Das Skigebiet Ski Apache bietet international erstklassige Wintersportbedingungen auf dem Dreitausender Sierra Blanca. Es ist das südlichste Skigebiet des nördlichen Amerika.
Es gibt südwestlich von Carrizo ein großes Schulzentrum, die Mescalero Apache School mit Elementary, Middle und High School.

### Orte
- Apache
- Apache Summit
- Carrizo
- Mescalero
- Whitetail

### Straßen
Straßen außerhalb von Ortschaften:
- U.S. Highway 70. Von Tularosa im Südwesten kommend erreicht der Highway das Reservatsgebiet kurz vor Mescalero, wendet sich dann nach Nordwesten und verlässt das Reservat kurz vor Ruidoso Downs.
- State Route NM 244. Bei Apache Summit zweigt die 244 vom Highway 70 Richtung Südosten ab. Sie wendet sich am Silver Springs Canyon Richtung Südwesten, führt am Silver Lake vorbei und verlässt kurz danach das Reservat.
- County Route M-002. Sie führt am Silver Springs Canyon von der NM 244 abzweigend in Richtung süd-ost fort und endet in einem unbefestigten Weg an der County Grenze.

Darüber hinaus gibt es zahlreiche Indian Service Routes, Wirtschaftswege, die teilweise befestigt sind und häufig (kurz vor der Reservatsgrenze) im Nichts enden.

## Geschichte
Eine erste Gründung des Reservats erfolgte am 27. Mai 1873. Die Gründung des Reservats im jetzigen Gebiet erfolgte 1883.
Ungefähr 1903 erreichte eine Gruppe von Lipan, die die Kämpfe in Texas überlebt hatten, das Reservat. Sie wurden von den Mescalero aufgenommen. 1913 wurden ca. 200 von den aus Fort Sill freigelassenen Chiricahua im Reservat aufgenommen, während andere Chiricahua entschieden, in Oklahoma zu bleiben. Bei der Reorganisation des Stammes 1934 wurden alle, die sich im Reservat befanden, unabhängig von ihrer Herkunft Mescalero.
Am 25. März 1936 bekam der Stamm eine Verfassung. Diese wurde in den 1960er-Jahren überarbeitet und am 12. Januar 1965 erneut verabschiedet. Zuletzt geändert am 18. Oktober 1988.
Sehr wichtig für die Geschichte der Mescalero im 20. Jahrhundert ist Wendell Chino (1923–1998). Er war seit 1955 in der Leitung des Reservats und hat bis 1998 als vielfach wiedergewählter Präsident die Entwicklung des Reservats entscheidend vorangetrieben. Auf seine Initiative hin wurden Ski Apache (1962) und das Casino (1975), sowie weitere Unternehmen des Reservats in Angriff genommen und durchgeführt. Sein Wirken strahlt bis heute auf viele andere Indianerreservate aus.
Der Stamm hat sich einen Tribal Code gegeben „The Mescalero Apache Tribal Code of 2016“. Er ist vergleichbar mit dem BGB.

## Verwaltung

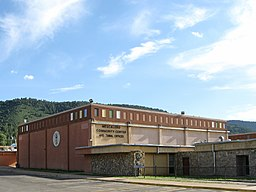
Verwaltungsgebäude des Stammes in Mescalero

Die Verwaltung hat ihren Sitz in Mescalero.
Der Stamm wird nach dem Prinzip der Gewaltenteilung geleitet.
Die Exekutive wird alle zwei Jahre gewählt und besteht aus einem Präsidenten, einem Vizepräsidenten, einem Sekretär und einem Kämmerer.
Die Legislative besteht aus einem Rat mit acht Mitgliedern, die jährlich gewählt werden.
Die Judikative wird vom Rat gewählt, hat einen Vorsitzenden Richter und zwei Beisitzer.
Die Verwaltung unterhält mehrere Departments:
- Administration
- Adult Support Services
- Cultural Resources, u. a. mit einem Programm zur Förderung der eigenen Sprache Ndé Bizaa'[11]
- Education, unterhält z. B. eine eigene Bibliothek
- Health, mit Vorsorgeprogrammen z. B. gegen Diabetes
- Mescalero Apache Tribe Housing Department (MATHD)
- Maintenance
- Natural Resources, sorgt sich z. B. um die Vieh- und Fischzucht
- Tribal Government
- Youth Programs

## Trivia
Die Mescalero Apache sind der Apatschen-Stamm, den Karl May in seinen Büchern beschreibt. Er hält sich dabei weniger an die Fakten, als an das im Europa des 19. Jahrhunderts vor allem durch Buffalo Bill geprägte Indianerbild. Die Figur des Häuptlings Winnetou ist fiktiv.
Der auf dem Gebiet der Mescalero Apache befindliche Silver Lake (engl. für Silbersee) ist allerdings nicht der See aus Karl Mays Erzählung Der Schatz im Silbersee. Dieser (fiktive) See läge im US-Bundesstaat Utah.